# Bueninvento
| Recensione | Giudizio |
| ---------- | -------- |
| AllMusic   |          |

Bueninvento è il secondo album in studio della cantautrice messicana Julieta Venegas, pubblicato il 21 agosto 2000. Dall'album sono stati estratti i singoli Sería feliz e Hoy no quiero.

## Tracce
1. Fe – 3:39
2. Hoy no quiero – 3:13
3. Casa abandonada – 4:07
4. Enero y abril – 3:34
5. Voluntad – 4:28
6. Salvavidas – 3:43
7. Siempre en mi mente – 4:04
8. Flor – 3:57
9. Todo inventamos – 3:08
10. Bueninvento – 3:10
11. Sería feliz – 3:25
12. Otro sol – 5:10
13. Instantánea – 4:24
14. Sueño de sombras – 4:35